# Centralmakedonien
Centralmakedonien (græsk: Κεντρική Μακεδονία, Kentrikí Makedonía) er en af tretten periferier i Grækenland og er en central del af Græsk Makedonien nord i landet. Centralmakedonien grænser til Nordmakedonien og Bulgarien i nord, til Østmakedonien og Thrakien i øst, Vestmakedonien i vest og Thessalia i sydvest. 
Den er inddelt  i de regionale enheder: Chalkidiki, Imathia, Kilkis, Pella, Pieria, Serres og Thessaloniki. Folketallet er omtrent 2 millioner, og er den  næst folkerigeste periferi i Grækenland efter periferien Attika. 
Hovedstaden i Centralmakedonien er Thessaloniki.

## Hovedbyer
- Alexandria
- Aridaia
- Edessa
- Giannitsa
- Katerini
- Kilkis
- Koufalia
- Litochoro
- Naoussa
- Nea Kallikratia
- Nea Moudania
- Polygyros
- Polykastro
- Serres
- Thessaloniki
- Veria